# کنار سواجیان
کنار سواجیان ( انگلیسی: Kınar Sıvacıyan؛ زاده ۱۸۷۶ – درگذشته ۱۳ اوت ۱۹۵۰) بازیگر اهل ارمنی‌ها در امپراتوری عثمانی بود. وی از سال ۱۸۹۴ تا دهه ۱۹۳۰ فعالیت می‌کرد. 

## زندگی‌نامه
وی در ۱۸۷۶ در کنستانتینوپل به دنیا آمد .  وی در ۱۳ اوت ۱۹۵۰ در سن ۷۴ سالگی در کنستانتینوپل درگذشت و در آرامستان ارامنه قاضی‌کوی (tr) به خاک سپرده شد.

## یادداشت
1. ↑  hy:Սերգեյ_Ավագյան_(գրող)